# Truchas (León)
Truchas (en cabreirés Trueitas) es un municipio y lugar español de la provincia de León, en la comunidad autónoma de Castilla y León. Se encuentra a 90 km al oeste de la capital provincial, León y a 40 km de La Bañeza. Pertenece a la comarca tradicional de La Cabrera, en La Cabrera Alta.

## Demografía

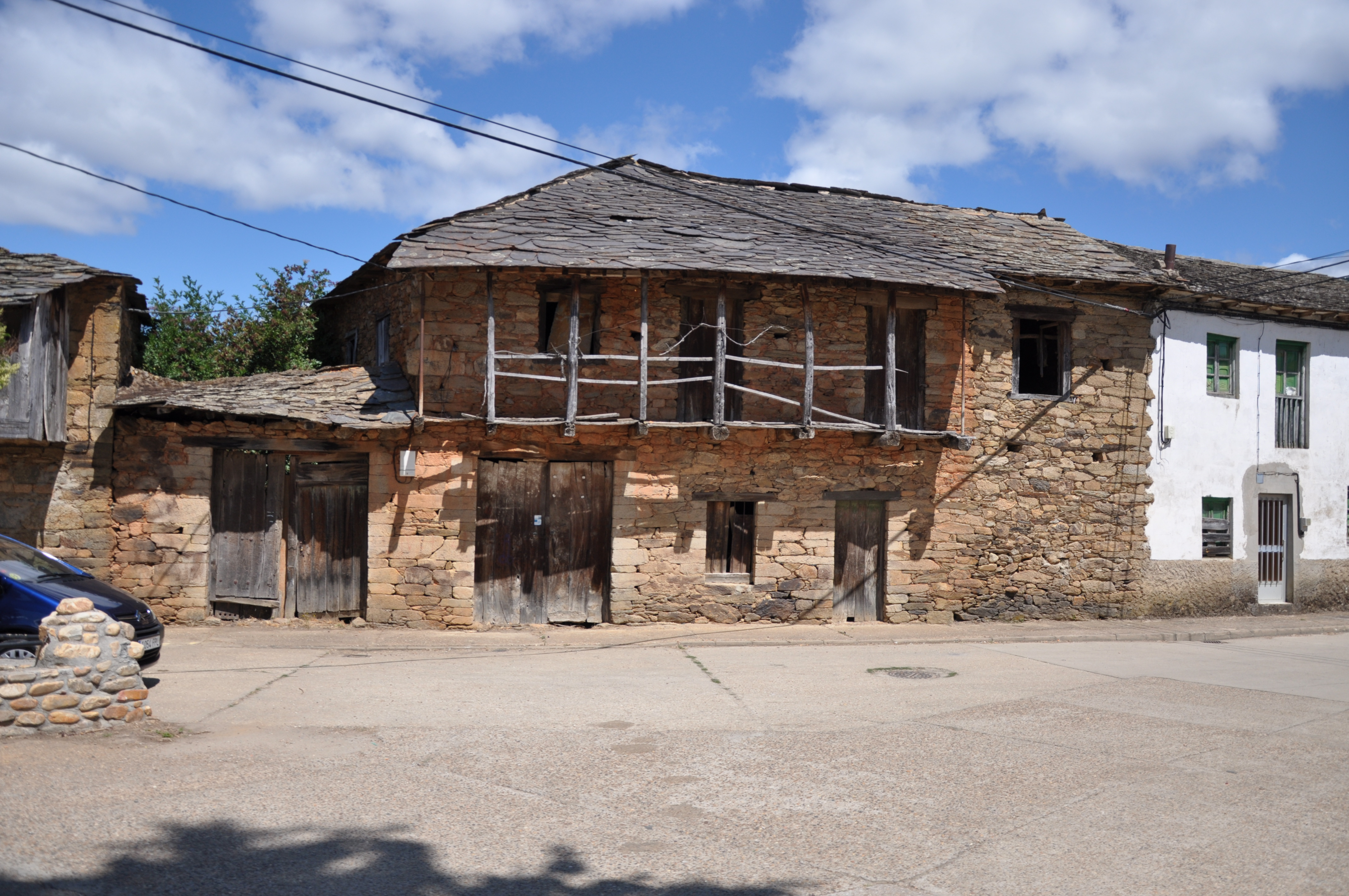
Casa tradicional en Truchas

Cuenta con una población de 392 habitantes (INE 2024).
| Gráfica de evolución demográfica de Truchas entre 1842 y 2021                                                         |
| |
| Población de derecho según los censos de población del INE. Población de hecho según los censos de población del INE. |

### Núcleos de población
El municipio se divide en trece núcleos de población, que poseían la siguiente población en 2019 según el INE.
| Núcleo de población | Población |
| ------------------- | --------- |
| Corporales          | 123       |
| Truchas             | 78        |
| Quintanilla de Yuso | 48        |
| Iruela              | 33        |
| Manzaneda           | 32        |
| Pozos               | 28        |
| Baíllo              | 26        |
| Cunas               | 21        |
| La Cuesta           | 17        |
| Truchillas          | 13        |
| Valdavido           | 5         |
| Villar del Monte    | 12        |
| Villarino           | 7         |

## Fiestas
- Corpus Christi
- Santa Colomba
- Día de nuestra Señora